# Galium albertii
Galium albertii là một loài thực vật có hoa trong họ Thiến thảo. Loài này được Rouy mô tả khoa học đầu tiên năm 1903.